# Siegfried Strohbach

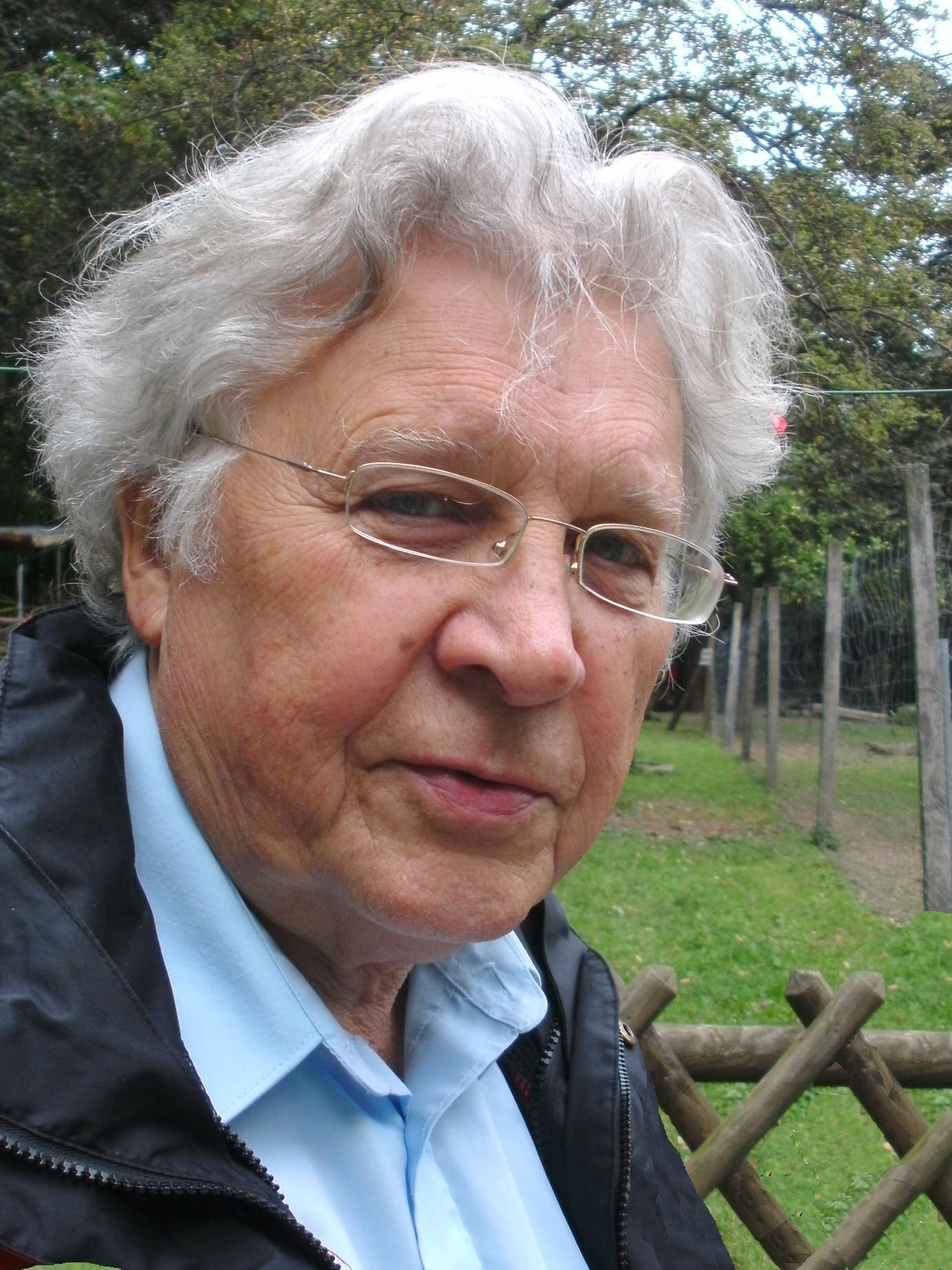
Siegfried Strohbach (2011)

Siegfried Strohbach (* 27. November 1929 in Schirgiswalde, Oberlausitz; † 11. Juli 2019 in Hannover) war ein deutscher Komponist und Dirigent.

## Leben
Siegfried Strohbach galt in seinem Heimatstädtchen schon als Dreijähriger mit seiner Ziehharmonika als „musikalisches Wunderkind“. Mit fünf Jahren erhielt er den ersten professionellen Klavierunterricht. Von 1939 bis Kriegsende 1945 war er Schüler des Musischen Gymnasiums in Frankfurt am Main zunächst mit dem Hauptfach Klavier, später erhielt er auch Kompositionsunterricht bei Kurt Thomas. Nach dem Kriege setzte er sein Studium privat fort: Komposition und Dirigieren bei Kurt Thomas. Klavier bei August Leopolder. Von 1947 bis 1949 arbeitete er als Korrepetitor an den Städtischen Bühnen in Frankfurt.
1949 übersiedelte er nach Hannover und studierte dort Gesang bei Paul Gümmer. Als Chorleiter übernahm er mehrere Laienchöre in und um Hannover. In diese Zeit fallen auch seine ersten Kompositionserfolge (Uraufführung der Kammeroper Die Wette, Fünf Trinklieder nach alten Texten, Marmottenlieder, geistliche Chormusik, Sololieder und Klaviermusik), wodurch erste Kontakte zu Verlagen entstanden (Breitkopf & Härtel).
Von 1951 bis 1953 war er als Schauspielkapellmeister am Niedersächsischen Staatstheater Hannover tätig. 1953 gründete er den „Propsteichor Hannover“, noch im selben Jahr auch das „Collegium Cantorum Hannover“, ein halbprofessionelles Ensemble, das durch viele Rundfunksendungen und Konzerte bekannt wurde, und das Strohbach bis 1982 leitete. Von 1953 bis 1966 unterrichtete er als Musiklehrer an der St.-Ursula-Schule in Hannover und war zugleich freier Mitarbeiter bei der Landesbühne Niedersachsen. In den Jahren 1951 bis 1993 entstanden so etwa 40 Schauspielmusiken.
1966 wurde er als Dozent für Tonsatz an die Hochschule für Musik und Theater Hannover berufen, wo er 1973 zum Professor ernannt wurde. Hier unterrichtete er bis zum Ruhestand 1994.
Neben seiner Hochschultätigkeit war er Kapellmeister der Landesbühne Hannover, musikalischer Leiter bei den Festwochen „Musik und Theater in Herrenhausen“, mit Konzerten und Opernaufführungen (Monteverdi, Mozart, vor allem aber Händel). 1994 wurde er mit dem Niedersächsischen Kunstpreis ausgezeichnet.
Bis 1996 konzertierte Siegfried Strohbach im In- und Ausland als Dirigent (Oper, Chor, Orchester). Als langjähriger Klavier- und Orgel-Begleiter des Mädchenchors Hannover bereiste er fast alle europäischen Länder, Japan und Brasilien. Als Cembalist im Kammermusikkreis Ferdinand Conrad konzertierte er u. a. in Südafrika.
Ab 1996 widmete sich Strohbach nur noch seiner kompositorischen Arbeit. Sein umfangreiches Werkverzeichnis umfasst neben einer Kammeroper, Kammermusik und Sololiedern vor allem Chormusik aller Sparten und Größenordnungen, von geistlichen und weltlichen Kantaten mit großem Orchester, über Messen, Psalmvertonungen, Motetten, Chorliederzyklen, bis hin zu einfachen Volksliedsätzen. Strohbach starb am 11. Juli 2019 in Hannover, er wurde 89 Jahre alt.

## Chorwerke (Auswahl)
- Symphonische Kantate Denn der Herr ist nahe für Soli, gemischten Chor und großes Orchester
- Missa beatae virginis für Sopran-Solo, Frauenchor und Orgel
- Johannes-Passion für Solostimme und gemischten Chor a cappella
- 6 Evangelien-Motetten für gemischten Chor a cappella
- 7 Marien-Motetten für Frauenchor a cappella
- Großer Kalender auf Texte von Fritz Graßhoff für Männerchor, Solo-Klavier und  Orchester, Neufassung für gemischten Chor, 2 Klaviere und Schlagzeug
- Eichendorff-Serenade für gemischten Chor und 3 Instrumente
- Kantate Viva la musica für Bariton-Solo, 3 Chöre und Orchester
- Kantate Max & Moritz auf Texte von Wilhelm Busch, für gemischten Chor und Klavier
- Fünf Trinklieder nach alten Texten, für Bariton-Solo, Männerchor und Klavier
- Tanz rüber - tanz nüber, Eine Rundreise mit europäischen Tanzliedern, für Frauenchor, Klavier und Schlaginstrumente
- Kantate Der Stern aus Jakob für Bariton-Solo, gemischten Chor, Oboe und Orgel
- Kantate Fenster des Himmels für Sopran-(Tenor-)Solo, gemischten Chor und Orgel
- Psalm 100 Jubilate - Jauchzet dem Herrn für 2 gemischte Chöre und 2 Klaviere
- Psalm 103 Lobe den Herren, meine Seele für Bariton-Solo, Männerchor und Klavier (Orgel)